# 奇特旺国家公园
奇特旺国家公园位于尼泊尔南部，是尼泊尔第一个国家公园，成立于1973年，1984年被联合国教科文组织列为世界自然遗产。公园内拥有众多野生动物，是尼泊尔一处著名的游览胜地。

奇特旺国家公园
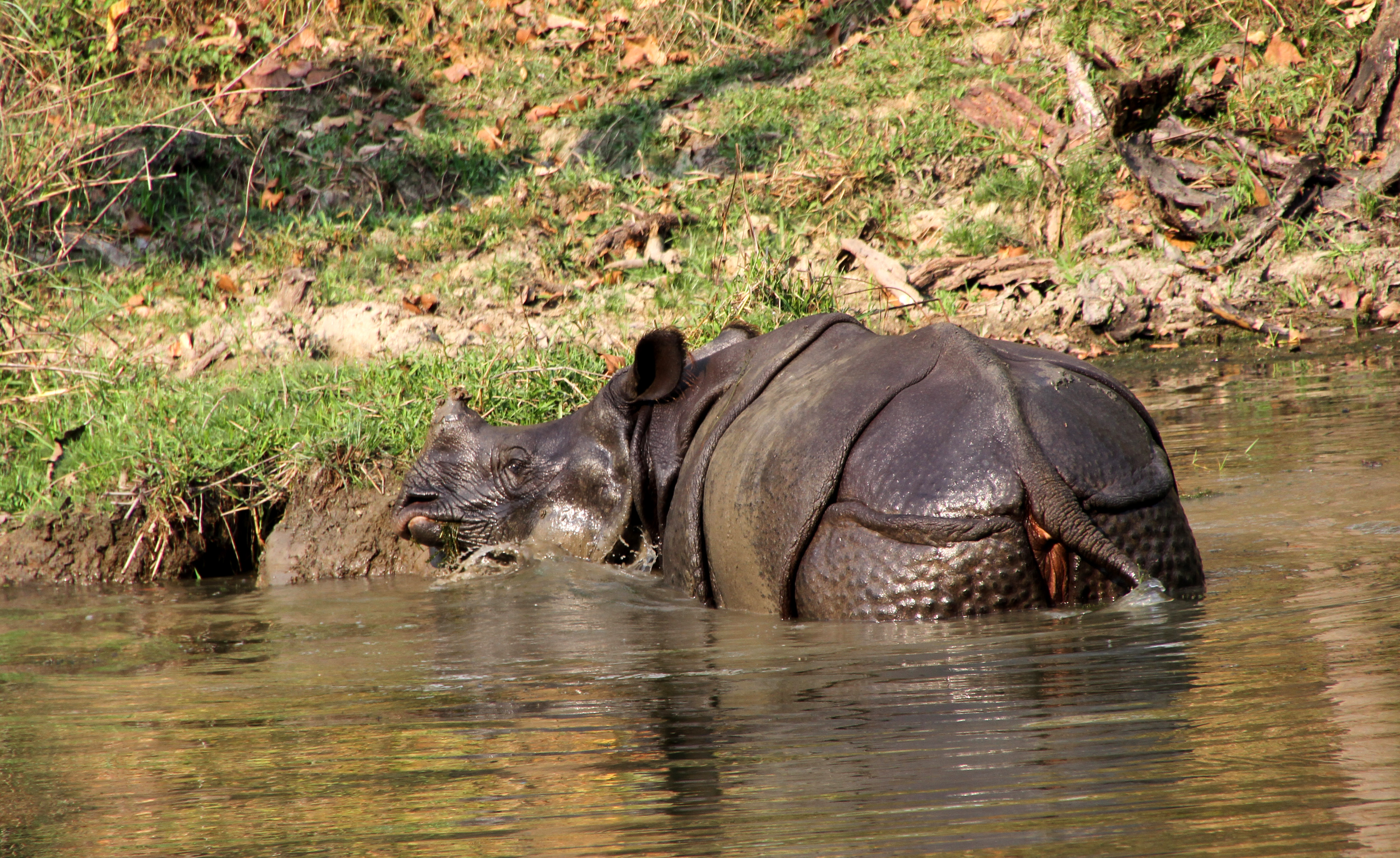
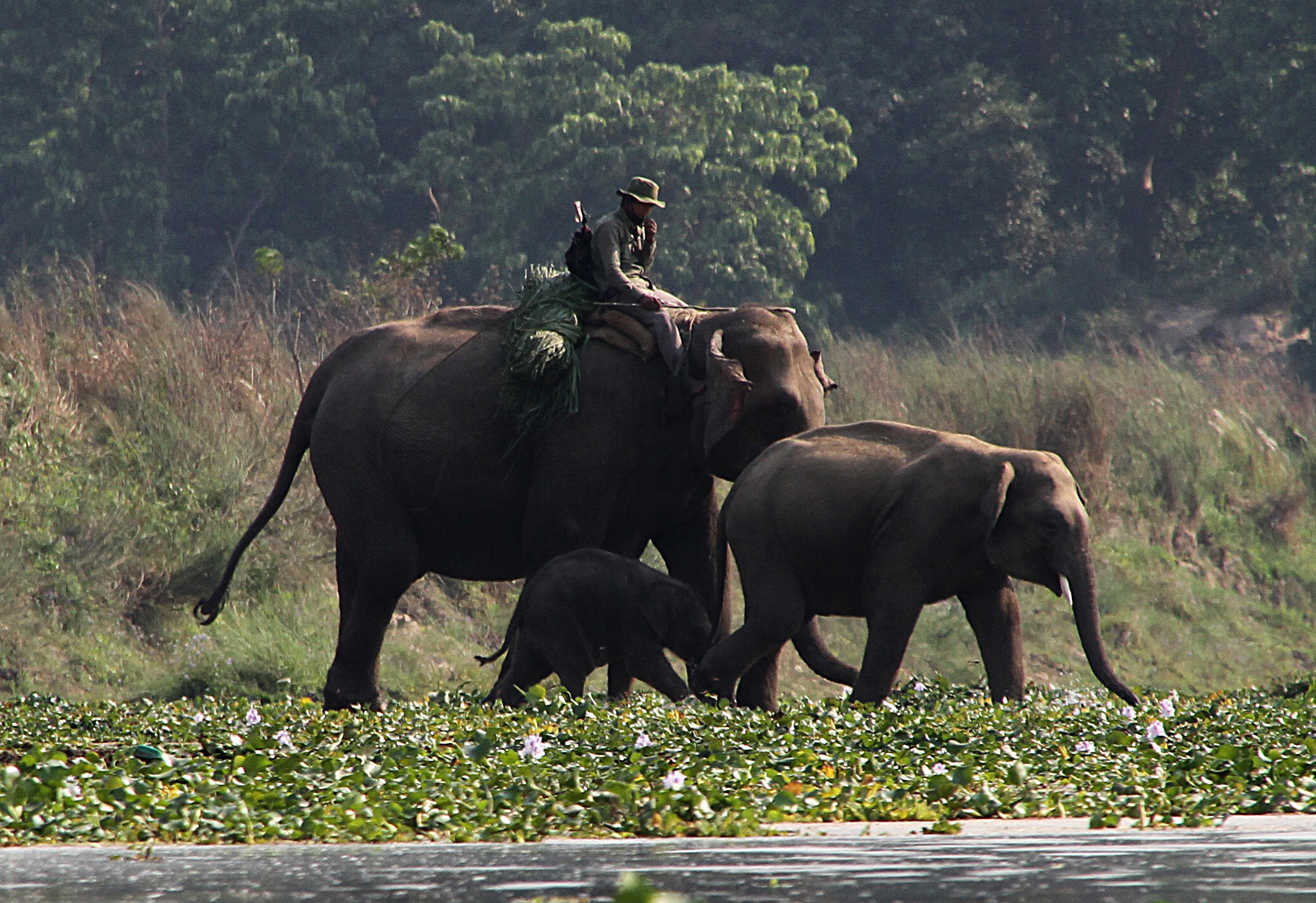
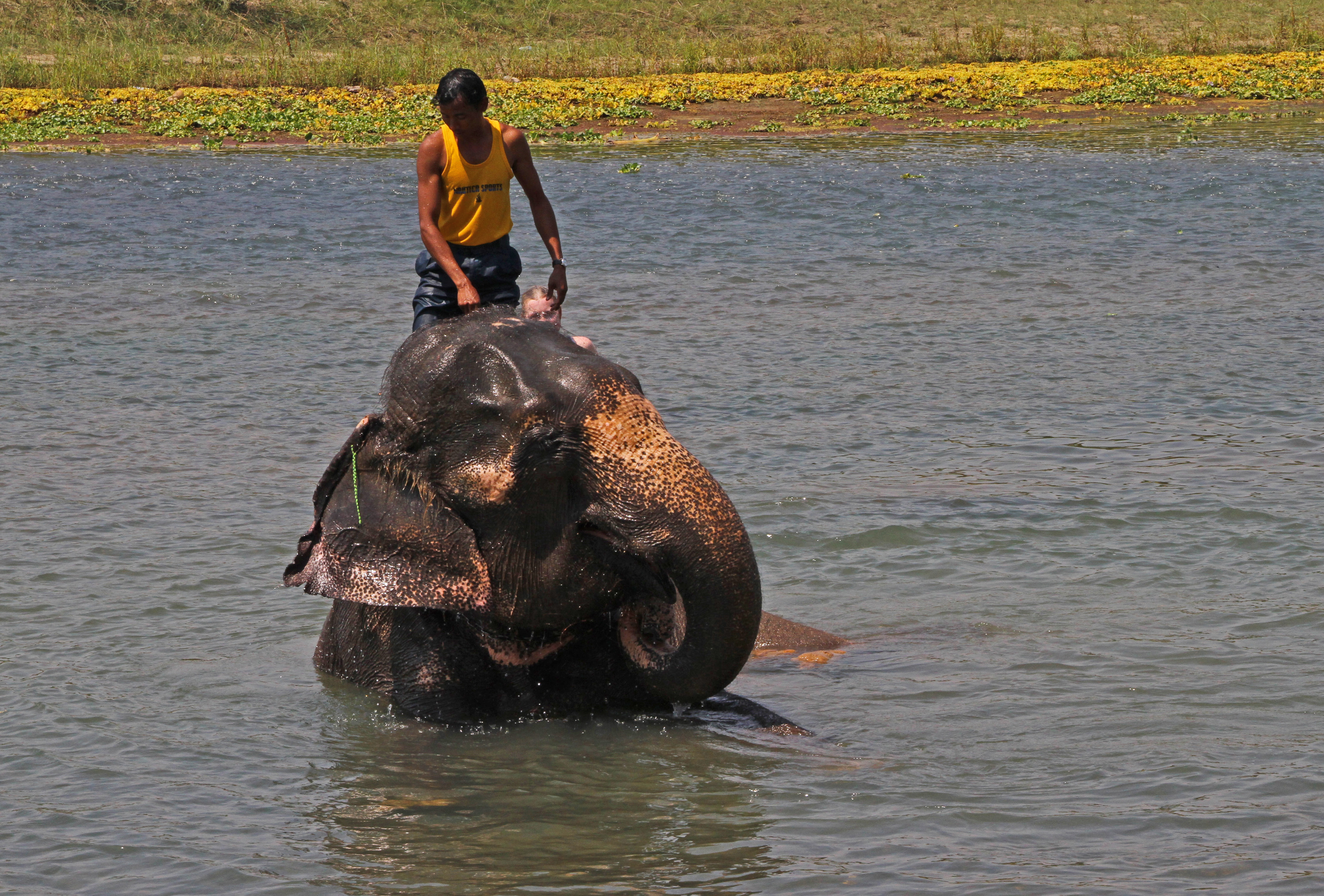
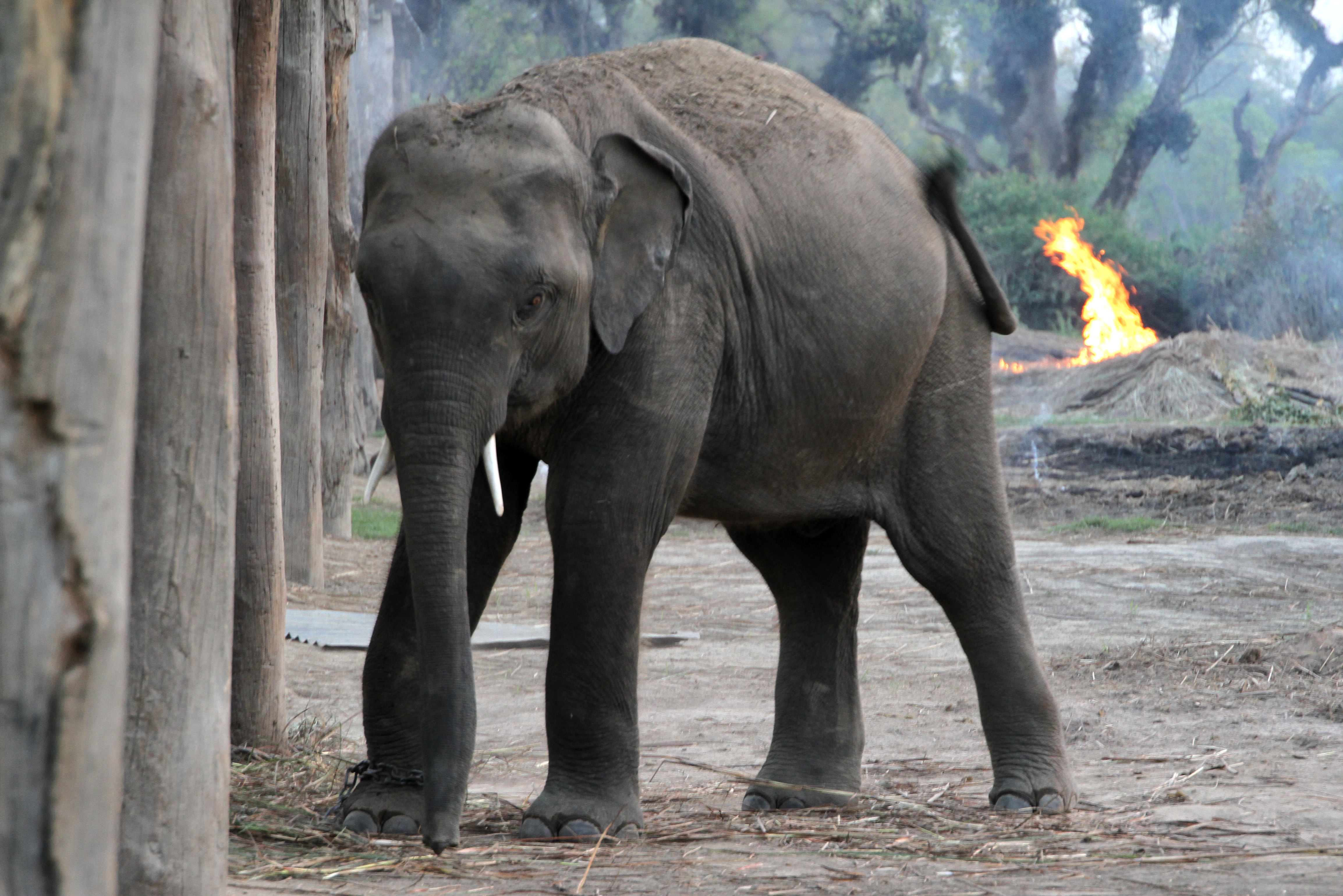
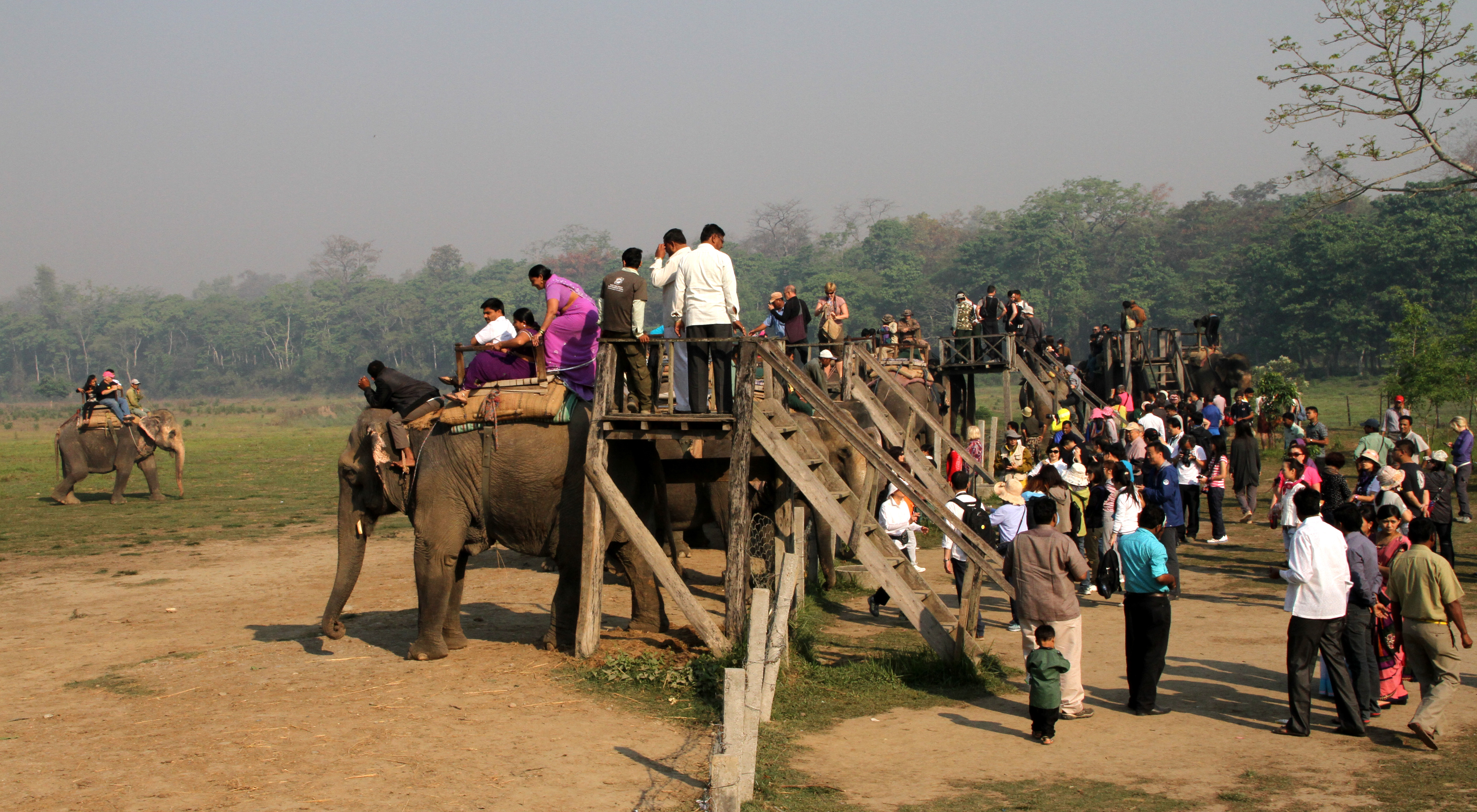
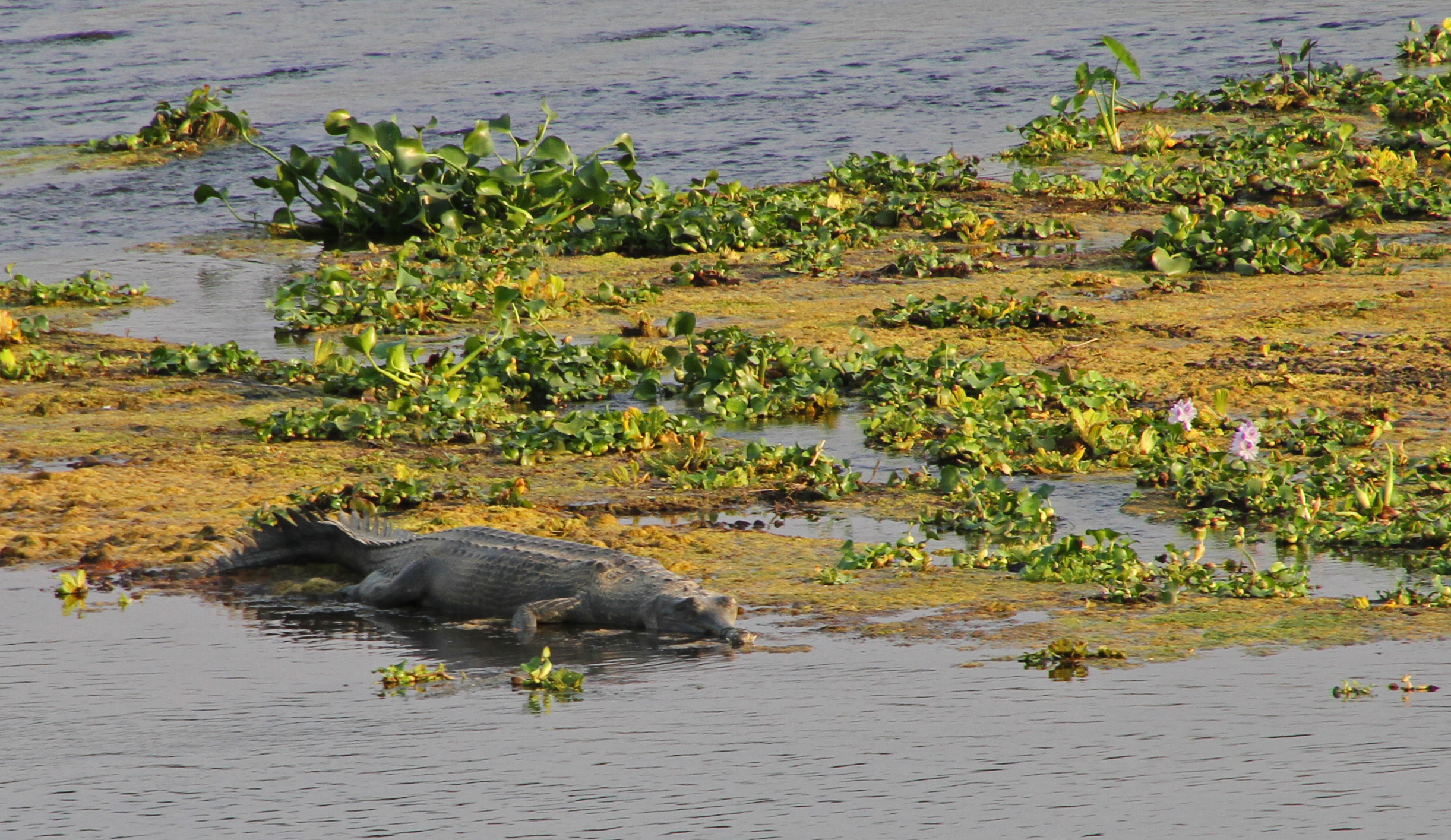
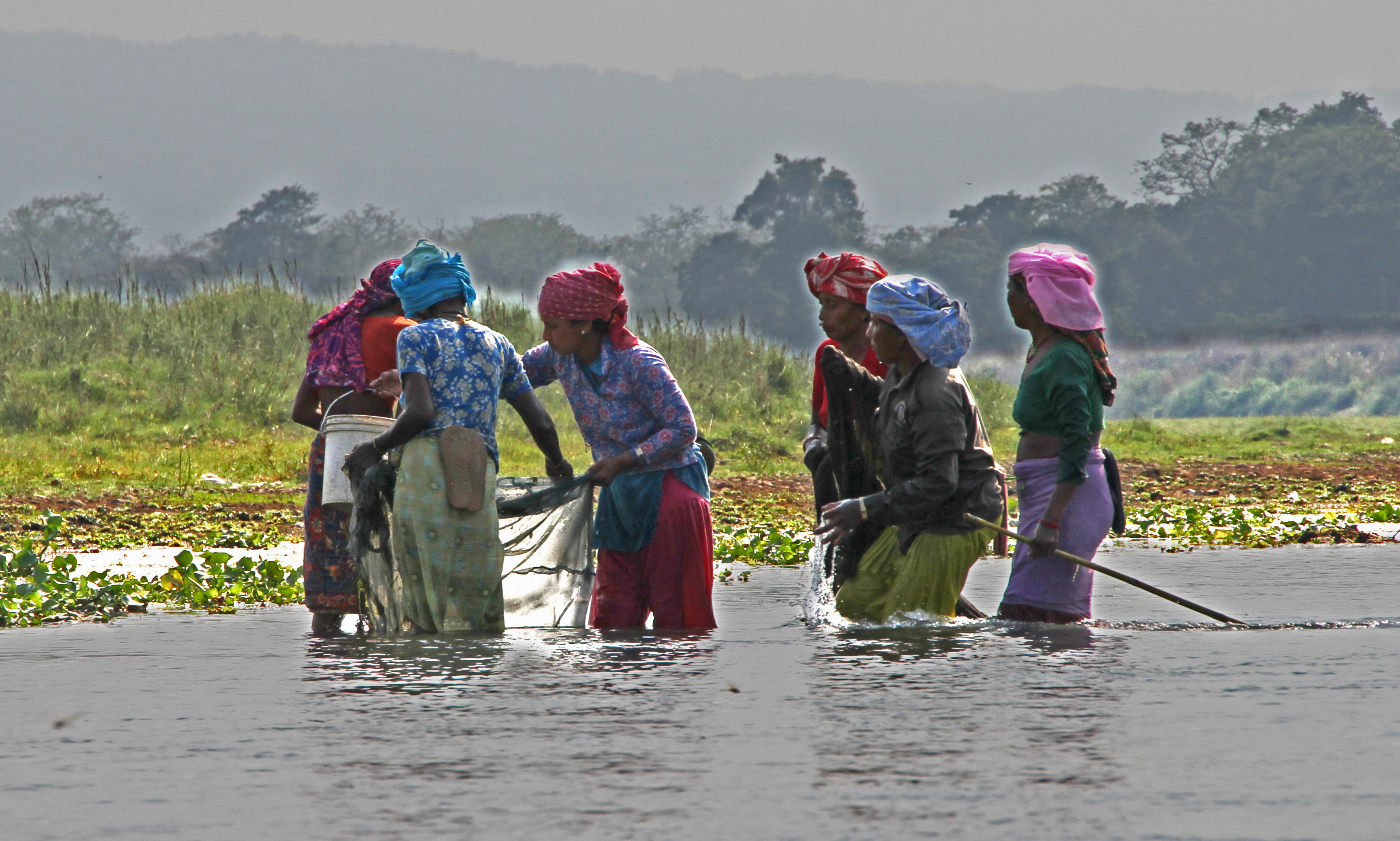
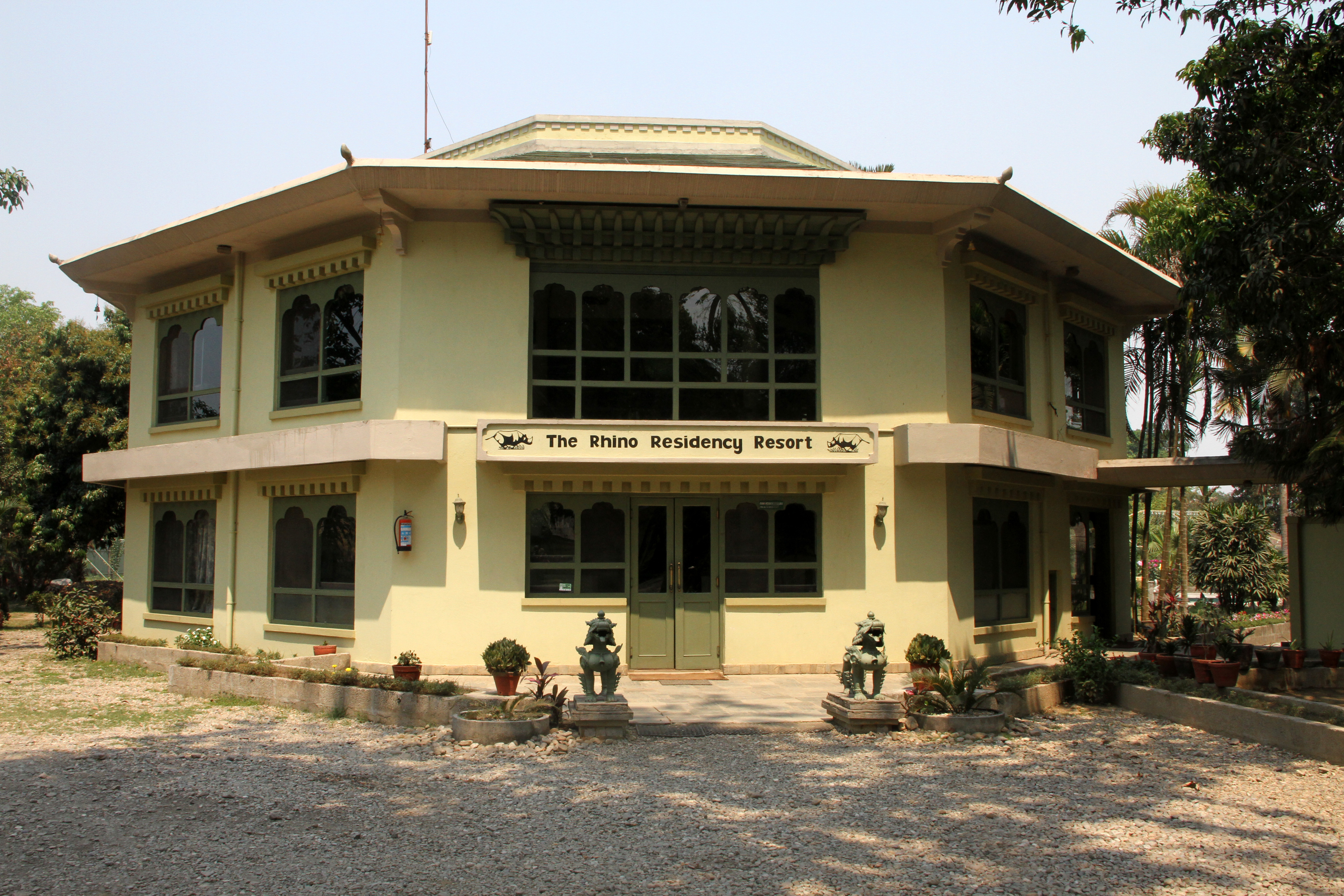